# Paul Jönsson
Paul Jönsson (i riksdagen kallad Jönsson i Stora Bjurum), född 22 september 1822 i Kattarps socken, död 16 januari 1892 på Stora Bjurums gods i Bjurums församling, var en svensk godsägare och riksdagspolitiker.
Paul Jönsson var ägare till godset Stora Bjurum i Skaraborgs län. Som riksdagsman var han ledamot av första kammaren 1887–1892, invald i Skaraborgs läns valkrets. Jönsson är gravsatt på Bjurums kyrkogård.